# Naučná stezka Konstantina Biebla

## Naučná stezka Konstantina Biebla
NS je pojmenovaná podle básníka Konstantina Biebla, který se ve Slavětíně v roce 1898 narodil. Její délka je přibližně 7 kilometrů, má devět zastavení a celá vede na katastru městyse Slavětín.

## Historie a trasa
Stezka byla zpřístupněna na podzim roku 2022. Její vznik organizačně zajistil městys Slavětín. Texty naučných tabulí za použití Bieblových básní zpracoval Daniel Razím, syn Vladislava Razíma. Design vytvořil Vladimír Kraus.
Trasa stezky tvoří uzavřený okruh přibližně obdélníkového půdorysu se dvěma odbočkami k objektům, nalézajícím se mimo intravilán obce: jedním z nich je tzv. menhir Baba, vykopaný ve 20. letech 20. století na poli u kaple Navštívení Panny Marie při silnici směrem k Veltěžím, druhým pak právě tato kaple. Samostatná tabule se nachází ve vsi Kystra, která je od roku 1960 součástí Slavětína.
Vzhledem k bohaté historii a památkovému fondu městyse jsou informační panely orientovány zejména tímto směrem. Texty doplňuje bohatý fotografický materiál. Zachycuje jak reprodukce gotických nástěnných obrazů v místním kostele sv. Jakuba, tak grafiky z 19. století či dobové pohlednice, dokumentující podobu slavětínských památek v minulosti. Nechybí ani současné fotografie včetně leteckého pohledu.

## Seznam informačních panelů
- 1. Základní informace o Slavětíně
- 2. Rodný dům Konstantina Biebla
- 3. Menhir na dně zaniklého moře
- 4. Kaple navštívení Panny Marie
- 5. Výšiny nad Slavětínem
- 6. Památný buk v Bytinském lese
- 7. Cesta do polí s výhledem na České středohoří
- 8. Fara a hřbitov s bohatou historií
- 9. Kostel sv. Jakuba většího

## Galerie

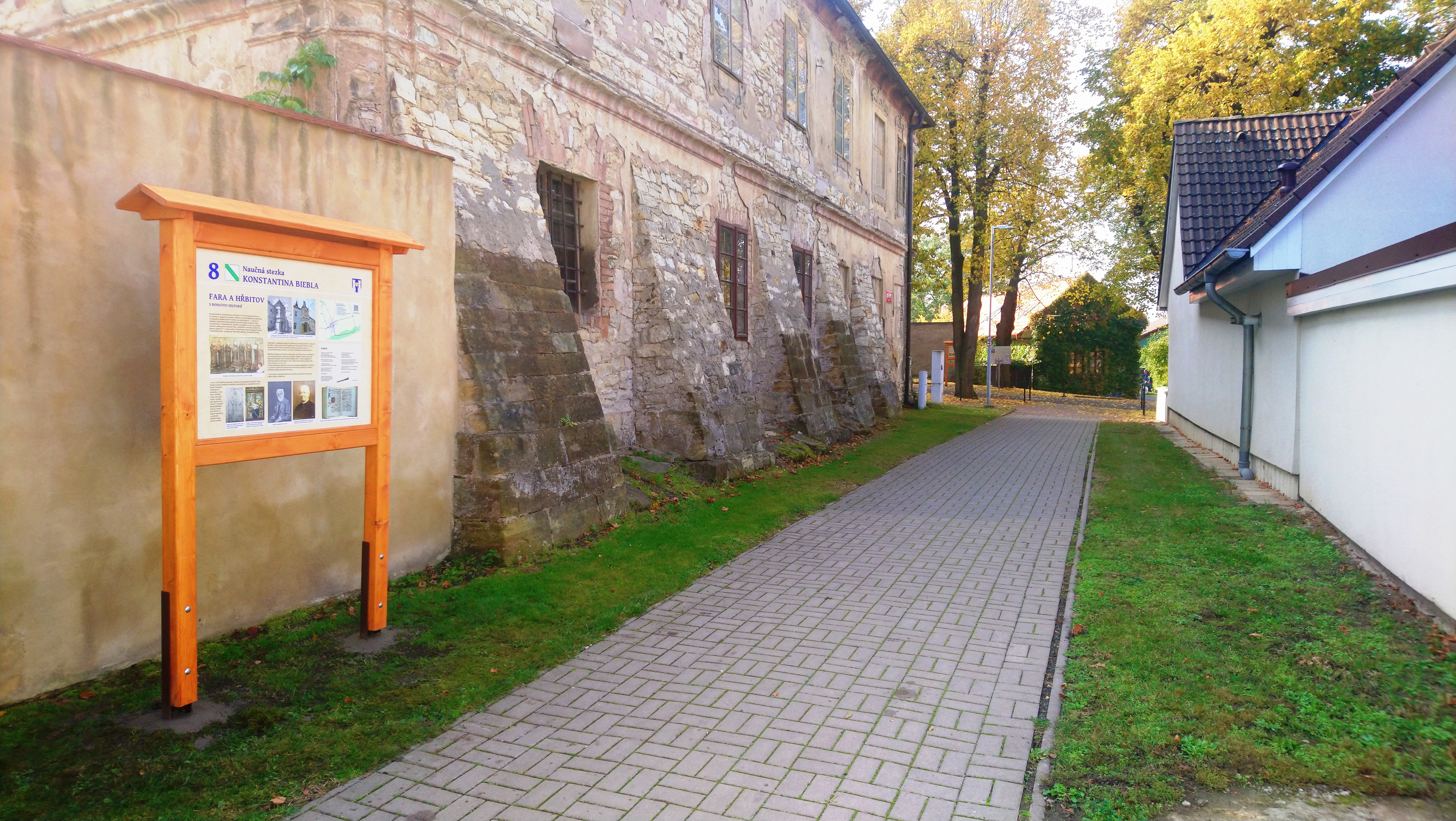
Informační panel u fary
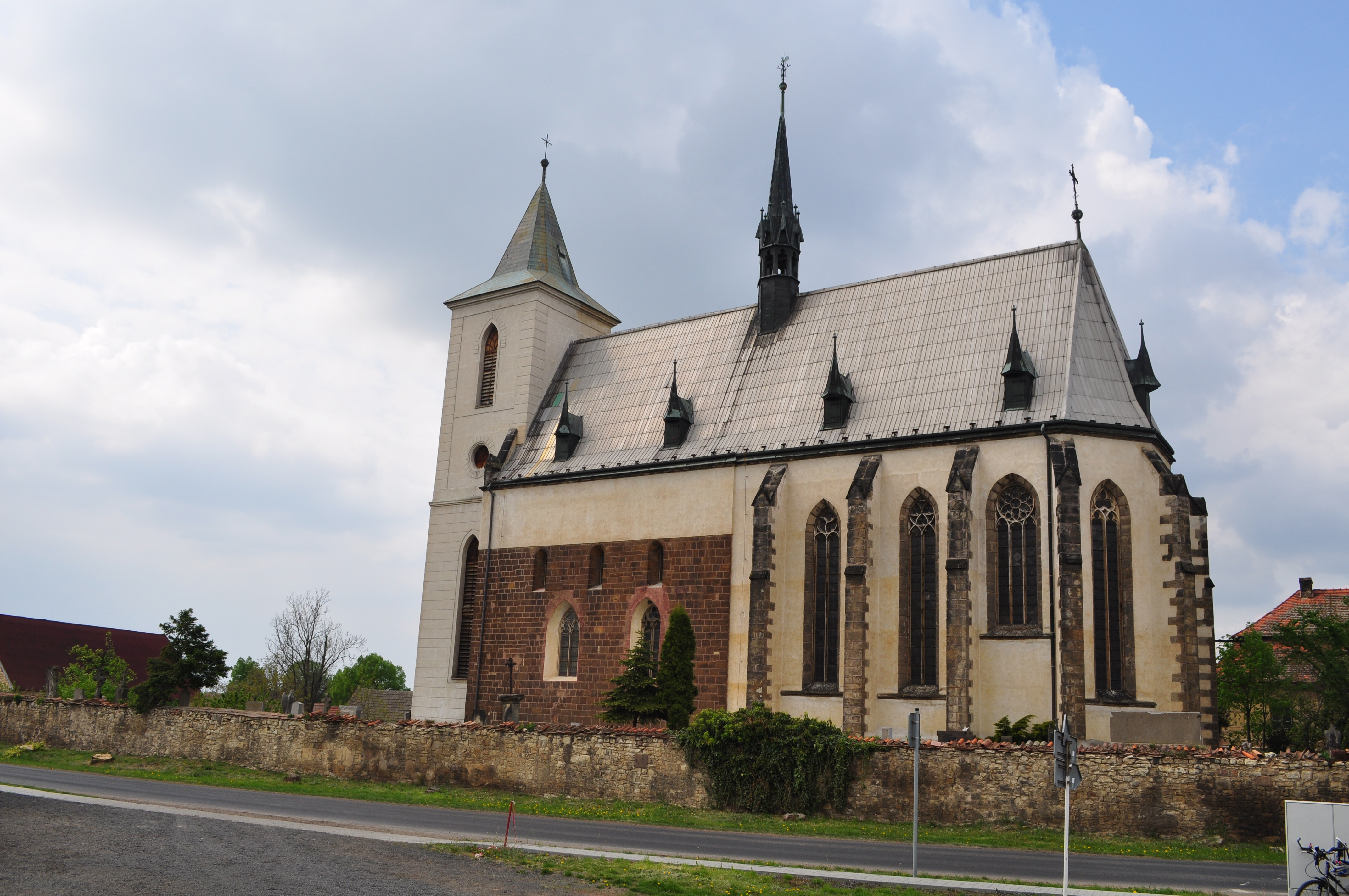
Kostel sv. Jakuba
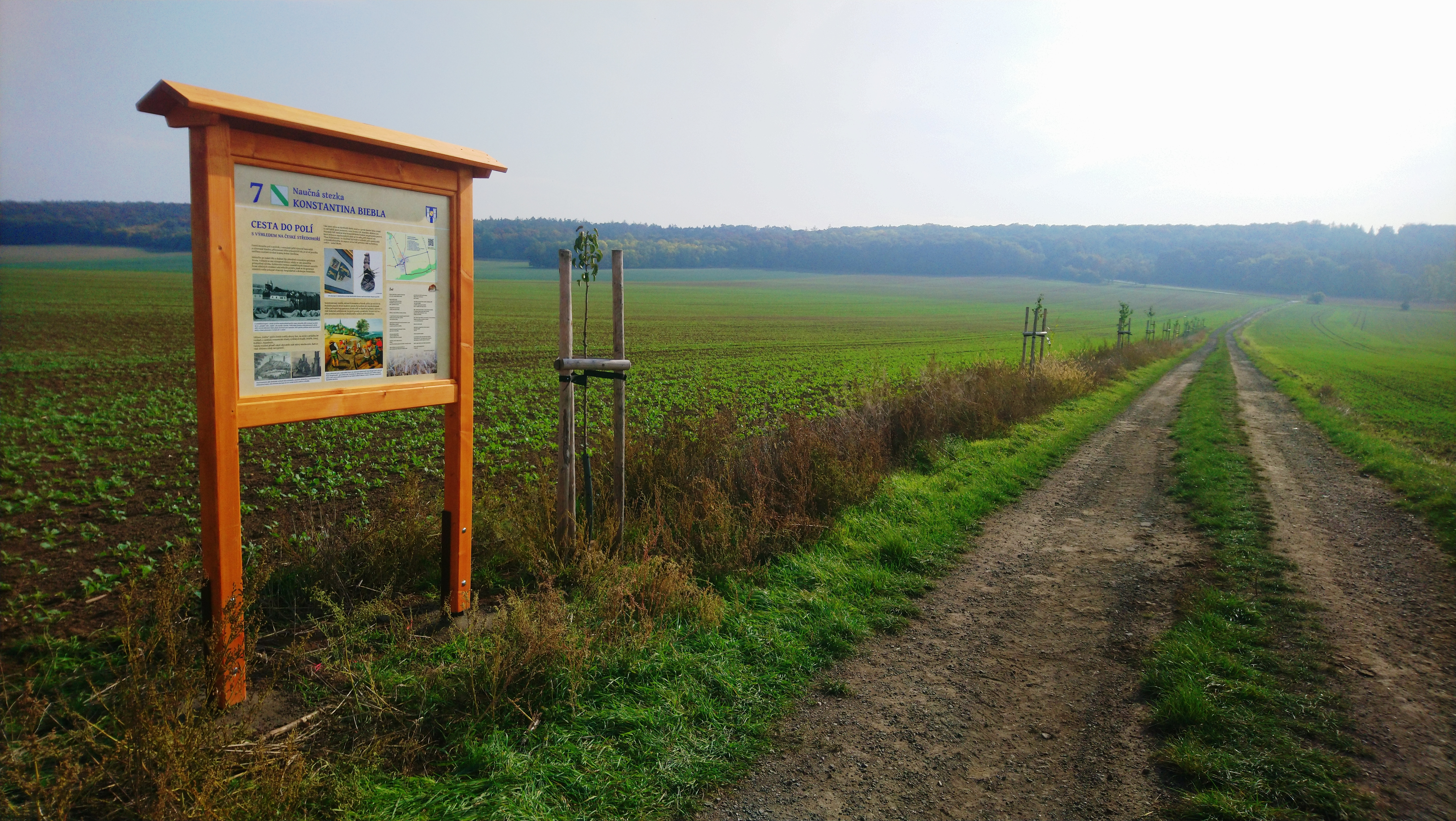
Polní cesta nad Slavětínem